# 자회사
자회사(子會社, 문화어: 새끼회사, subsidiary)는 다른 기업에 의해 자본적으로 종속되어 지배를 받는 기업이다. 대한민국 상법에서는 자회사의 발행주식 총수의 100분의 50을 초과하는 주식을 가진 회사를 모회사라 한다(제342조의2).  그리고, 독점규제 및 공정거래에 관한 법률 상으로는 지주회사에 의하여 대통령령이 정하는 기준에 따라 그 사업내용을 지배받는 국내회사를 말한다.(제2조)

## 주요 기업
- KT스카이라이프 (KT 자회사 - 위성방송 서비스 사업자)
- SK브로드밴드 (SK텔레콤 자회사 - 유선 통신 서비스 사업자)
- LG헬로비전 (LG유플러스 자회사 - 방송 서비스 사업자)
- 유한킴벌리 (유한양행 자회사 - 위생 용품 제조업체)
- LG유니참 (LG생활건강 자회사 - 위생 용품 제조업체)
- 키오시아 (도시바 자회사 - 반도체 제조업체)
- KB국민카드 (KB금융그룹 자회사 - 여신 금융 서비스 업체)
- 신한카드 (신한금융그룹 자회사 - 여신 금융 서비스 업체)
- NH농협카드 (NH농협은행 자회사 - 여신 금융 서비스 업체)
- 하나카드 (하나금융그룹 자회사 - 여신 금융 서비스 업체)
- 현대카드 (현대자동차그룹 자회사 - 여신 금융 서비스 업체)
- 토스뱅크 (하나은행 자회사 - 인터넷 전문 은행 서비스 업체)

## 같이 보기
- 관계회사
- 계열화 (경영)
- 계열사(affiliate)